# On Her Wedding Day (film 1912)
On Her Wedding Day è un cortometraggio muto del 1912 diretto da Wilfred North.

## Produzione
Il film fu prodotto dalla Vitagraph Company of America.

## Distribuzione
Distribuito dalla General Film Company, il film - un cortometraggio in una bobina - uscì nelle sale cinematografiche statunitensi il 29 maggio 1912. Nel Regno Unito, venne distribuito il 22 agosto 1912.